# Patinação artística no Festival Olímpico Europeu da Juventude de Inverno de 2011
As competições de patinação artística no Festival Olímpico Europeu da Juventude de Inverno de 2011 foram disputadas em Liberec, República Tcheca, entre 12 de fevereiro e 19 de fevereiro de 2011.

## Medalhistas
| Evento                          | Ouro                           | Prata                 | Bronze                          | Ref.  |
| ------------------------------- | ------------------------------ | --------------------- | ------------------------------- | ----- |
| Individual masculino (detalhes) | Petr Coufal · República Tcheca | Maxim Kovtun · Rússia | Simon Hocquaux · França         | [ 1 ] |
| Individual feminino (detalhes)  | Polina Agafonova · Rússia      | Ira Vannut · Bélgica  | Monika Simančíková · Eslováquia | [ 1 ] |

## Resultados

### Individual masculino
| Pos.              | Nome                   | Nacionalidade    | Pontos | PC | PL |
| ----------------- | ---------------------- | ---------------- | ------ | -- | -- |
| Medalha de ouro   | Petr Coufal            | República Tcheca | 169.73 | 3  | 1  |
| Medalha de prata  | Maxim Kovtun           | Rússia           | 161.75 | 1  | 2  |
| Medalha de bronze | Simon Hocquaux         | França           | 151.04 | 4  | 3  |
| 4                 | Matthias Versluis      | Finlândia        | 146.96 | 2  | 4  |
| 5                 | Slavik Hayrapetyan     | Armênia          | 127.40 | 5  | 6  |
| 6                 | Kamil Dymowski         | Polônia          | 118.43 | 12 | 5  |
| 7                 | Jemie Whiteman         | Reino Unido      | 118.37 | 10 | 8  |
| 8                 | Anton Kempf            | Alemanha         | 117.53 | 11 | 7  |
| 9                 | Victor Bustamante      | Espanha          | 117.52 | 6  | 9  |
| 10                | Carlo Roethlisberger   | Suíça            | 110.87 | 9  | 10 |
| 11                | Carlo Vittorio Palermo | Itália           | 108.87 | 7  | 12 |
| 12                | Nicky Obreykov         | Suécia           | 108.17 | 8  | 11 |
| 13                | Burak Demirboga        | Turquia          | 97.14  | 13 | 14 |
| 14                | Peter Novella          | Eslováquia       | 94.74  | 16 | 13 |
| 15                | Pavel Strakach         | Bielorrússia     | 91.53  | 14 | 15 |
| 16                | Arturas Ganzela        | Lituânia         | 91.04  | 15 | 16 |
| 17                | Samuel Koppel          | Estônia          | 81.26  | 17 | 17 |
| 18                | Mislav Blagojević      | Croácia          | 64.46  | 18 | 18 |

### Individual feminino
| Pos.              | Nome                           | Nacionalidade        | Pontos | PC | PL |
| ----------------- | ------------------------------ | -------------------- | ------ | -- | -- |
| Medalha de ouro   | Polina Agafonova               | Rússia               | 164.06 | 1  | 1  |
| Medalha de prata  | Ira Vannut                     | Bélgica              | 152.50 | 2  | 2  |
| Medalha de bronze | Monika Simančíková             | Eslováquia           | 137.57 | 4  | 3  |
| 4                 | Lénaëlle Gilleron-Gorry        | França               | 136.27 | 3  | 4  |
| 5                 | Alina Fjodorova                | Letônia              | 122.80 | 5  | 8  |
| 6                 | Alina Milevska                 | Ucrânia              | 121.18 | 6  | 9  |
| 7                 | Rebecka Emanuelsson            | Suécia               | 120.94 | 15 | 5  |
| 8                 | Timila Shrestha                | Finlândia            | 118.21 | 10 | 6  |
| 9                 | Patricia Gleščič               | Eslovênia            | 116.89 | 7  | 10 |
| 10                | Victoria Hubler                | Áustria              | 116.38 | 13 | 7  |
| 11                | Jasmine Alexandra Costa        | Estônia              | 115.89 | 8  | 11 |
| 12                | Christina Erdel                | Alemanha             | 111.11 | 9  | 14 |
| 13                | Anita Anderberg Madsen         | Dinamarca            | 105.03 | 19 | 13 |
| 14                | Tina Sturzinger                | Suíça                | 104.57 | 23 | 12 |
| 15                | Regina Borbely                 | Hungria              | 104.34 | 14 | 16 |
| 16                | Caterina Andermacher           | Itália               | 104.27 | 18 | 15 |
| 17                | Kseniya Bakusheva              | Bielorrússia         | 102.28 | 17 | 17 |
| 18                | Marta Grigoryan                | Armênia              | 100.58 | 16 | 19 |
| 19                | Rimgaile Meskaite              | Lituânia             | 99.97  | 15 | 20 |
| 20                | Eliška Březinová               | República Tcheca     | 98.57  | 11 | 22 |
| 21                | Sabina Ionana Mariuta          | Romênia              | 97.54  | 21 | 18 |
| 22                | Natasha McKay                  | Reino Unido          | 95.75  | 22 | 21 |
| 23                | María Jiménez                  | Espanha              | 89.42  | 24 | 23 |
| 24                | Paulina Turkowska              | Polônia              | 88.49  | 20 | 24 |
| 25                | Petra Juric                    | Croácia              | 83.48  | 25 | 27 |
| 26                | Isabella Schuster              | Grécia               | 82.07  | 26 | 26 |
| 27                | Nora Kristine Stenersen        | Noruega              | 81.00  | 27 | 25 |
| 28                | Heidbjort Arney Hoskuldsdottir | Islândia             | 77.46  | 28 | 28 |
| 29                | Ecem Ertenli                   | Turquia              | 62.14  | 29 | 29 |
| 30                | Arijana Tirak                  | Bósnia e Herzegovina | 49.19  | 30 | 30 |

## Quadro de medalhas
| Ordem | País             | Medalha de ouro | Medalha de prata | Medalha de bronze |   | Ordem por total |
| ----- | ---------------- | --------------- | ---------------- | ----------------- | - | --------------- |
| 1     | Rússia           | 1               | 1                |                   | 2 | 1               |
| 2     | República Tcheca | 1               |                  |                   | 1 | 2               |
| 3     | Bélgica          |                 | 1                |                   | 1 | 2               |
| 4     | Eslováquia       |                 |                  | 1                 | 1 | 2               |
| 4     | França           |                 |                  | 1                 | 1 | 2               |
| TOTAL | TOTAL            | 2               | 2                | 2                 | 6 | —               |